# David Thompson (basket-ball)
Pour les articles homonymes, voir Thompson et David Thompson.
David O'Neil Thompson (né le 13 juillet 1954 à Shelby en Caroline du Nord) est une ancienne star du basket américain avec les Nuggets de Denver, aussi bien en American Basketball Association (ABA) qu'en National Basketball Association (NBA), ainsi qu'avec les Supersonics de Seattle.

## Carrière universitaire
Après avoir mené l'équipe de North Carolina State University à une saison où l'équipe resta invaincue (27-0) en 1973, il les mena au NCAA Men's Division I Basketball Championship en 1974, incluant une écrasante victoire sur les légendaires champions de l'UCLA. Son surnom était « Skywalker » à cause de ses incroyables sauts. La passe en alley-oop, désormais un classique dans le basket de haut-vol, ainsi que le jeu au-dessus de l'anneau furent « inventés » par Thompson et son coéquipier de NC State, Monte Towe, et fut pour la première fois utilisé comme partie intégrante de la stratégie offensive par l'entraîneur de NC State, Norm Sloan, afin de tirer avantage des capacités de Thompson.
Le match qui opposa contre l'Université du Maryland (classés 4e à l'époque) lors de la finale du tournoi ACC, en 1974, à une époque où seuls les champions de conférences étaient invités au tournoi NCAA, est aujourd'hui considéré comme l'un des plus grands, si ce n'est l'un des plus grands matchs de basket universitaire de tous les temps. Thompson et son coéquipier Tom Burleson menèrent les Wolfpack (classés 1er) à une victoire in extremis (103-100) dans le temps additionnel. Thomspon et les Wolfpack étaient sur le point de remporter le Championnat National cette année alors même que Maryland jouait à domicile. L'exclusion du NCAA Tournament de Maryland due à leur défaite (malgré leur très bon classement national) allait mener à l'expansion du tournoi NCAA dès la saison suivante, en s'ouvrant notamment à des équipes autres que les champions de la ligue.
Dans une ligue qui incluait des talents tels Michael Jordan, Ralph Sampson, Tim Duncan, Christian Laettner et Len Bias, Thompson est très largement considéré comme le plus grand joueur de la Conférence Atlantique.
Thompson jouait au basket à une époque où le dunk était interdit par la règle dite « Lew Alcindor ». En 1975, contre l'Université de Caroline du Nord à Charlotte, lors de son dernier match hors conférence, tôt dans le 3e quart temps, Thompson effectua son premier et dernier dunk de sa carrière universitaire, un panier tout de suite annulé par faute technique. L'entraîneur Norm Sloan fit sortir Thompson, sous les acclamations du public. Le joueur le plus excitant de l'histoire de l'AAC, qui avait joué pendant trois ans sans accomplir l'acte le plus excitant du jeu, venait d'entrer dans l'histoire.
Michael Jordan qui grandit plus tard à Wilmington, Caroline du Nord, dit que Thompson était son modèle en tant que joueur quand il était jeune. À plusieurs camps de basketball dirigés par Thompson, Jordan disait souvent aux autres enfants « c'était le type que je regardais quand j'avais votre âge ». C'est en toute logique qu'il le choisit pour son discours d'intronisation au Basketball Hall of Fame en 2009.

## Carrière professionnelle
Thompson fut drafté en première position aussi bien par la ABA que la NBA dans les drafts de 1975 des deux leagues. Il signa chez les Nuggets de Denver, ABA. Pour expliquer son choix de la ABA plutôt que la NBA (cette dernière offrait plus d'argent, mais la ABA répartissait l'argent de son contrat de façon plus échelonnée), Thompson déclara que quand il rencontra les Hawks d'Atlanta, l'organisation avait l'air pratiquement intéressé, au point de l'inviter à manger chez… McDonald's.
Thompson et Julius Erving furent les finalistes du tout premier slam dunk contest de l'histoire de la NBA, concours qui se tenait au McNichols Sports Arena, Denver, en 1976. Erving remporta la victoire en réalisant le tout premier dunk en partant de la ligne de lancer franc.Thompson, et c'est inexplicable, avait réalisé des dunks bien plus difficiles à l'échauffement, mais pas pendant la compétition en elle-même - incluant un dunk où il tenait la balle dans le creux de son bras, le levait au-dessus de l'anneau et le smashait dans le panier.
Thompson fut sélectionné quatre fois pour le NBA All-Star Game, et atteignit son apogée lors de la saison de 1978. Le 9 avril 1978, le dernier jour de la saison régulière, Thompson marqua 73 points contre les Pistons de Détroit dans un effort de remporter le titre de meilleur marqueur de la NBA (il manqua le titre de peu, détenu par George Gervin, des Spurs de San Antonio qui marqua 63 points dans un match joué un peu plus tard le même jour). Il emmena également les Nuggets de Denver jusqu'aux playoffs, mais ils furent battus par les champions de Conférence en titre, les Supersonics de Seattle.
Après la saison de 1978, Thompson signa un contrat record pour 4 millions de dollars sur 5 ans. Aucun joueur de basket n'avait reçu autant d'argent à l'époque. Malgré tout, à partir de ce moment, des blessures ainsi que de persistants problèmes de toxicomanie le jetèrent en pleine tourmente, au détriment de ce qui restait de sa carrière NBA, qui arriva à sa fin après la saison 1983-1984. Il se blessa sérieusement au genou après une chute dans les escaliers de Studio 54, épicentre des soirées New Yorkaises, à l'antithèse de ses humbles débuts. Il tenta un retour en 1985, sans succès.

## Vie après la NBA
Après sa carrière NBA, Thompson continua à se battre contre des problèmes de drogue et d'alcool, au point de se retrouver en prison (pour une courte durée). Avec l'encouragement d'un pasteur qui venait lui rendre visite en prison, il se convertit au christianisme et remit de l'ordre dans sa vie. Thompson consacre désormais son temps à travailler avec de jeunes joueurs, les aidant à atteindre son niveau et faisant en sorte qu'ils ne commettent pas ses erreurs. Son autobiographie, Skywalker, raconte les hauts et les bas de sa vie mouvementée.
Thompson fut inscrit au Basketball Hall of Fame en tant que joueur le 6 mai 1996.
Thompson retourna sur les bancs de l'école à North Carolina State, et en 2003 il obtint un diplôme de sociologie, pour lequel il ne lui manquait que 7 points quand il arrêta ses études pour se consacrer au basketball en 1975. Il compléta ses études durant la première saison d'été de 2003, terminant ainsi juste avant que sa fille, Erika, n'achève ses études d'arts appliqués pendant la deuxième session de 2003.
David Thompson fut choisi par Michael Jordan pour son discours d'intronisation au Basketball Hall of Fame en 2009.

## Statistiques professionnelles
La première saison professionnelle de Thompson (1975-1976) se déroula en ABA. Le reste de sa carrière, il joua en NBA puisque les deux leagues, ABA et NBA, ont fusionné en 1976.
| gras = ses meilleures performances
Statistiques en saison régulière de David Thompson
| Saison    | Equipe  | Matchs | Titul. | Min/m | FG % | 3pts % | FT % | Rbds/m | Pass/m | Int/m | Ctr/m | Pts/m |
| --------- | ------- | ------ | ------ | ----- | ---- | ------ | ---- | ------ | ------ | ----- | ----- | ----- |
| 1975-1976 | Nuggets | 83     | -      | 37,4  | 51,5 | 15,8   | 79,4 | 6,30   | 3,70   | 1,60  | 1,20  | 26,00 |
| 1976-1977 | Nuggets | 82     | -      | 36,6  | 50,7 | -      | 76,6 | 4,10   | 4,10   | 1,40  | 0,60  | 25,91 |
| 1977-1978 | Nuggets | 80     | -      | 37,8  | 52,1 | -      | 77,8 | 4,90   | 4,50   | 1,20  | 1,20  | 27,15 |
| 1978-1979 | Nuggets | 76     | -      | 35,1  | 51,2 | -      | 75,3 | 3,60   | 3,00   | 0,90  | 1,10  | 24,01 |
| 1979-1980 | Nuggets | 39     | -      | 31,8  | 46,8 | 36,8   | 75,8 | 4,50   | 3,20   | 1,00  | 1,00  | 21,51 |
| 1980-1981 | Nuggets | 77     | -      | 34,0  | 50,6 | 25,6   | 79,5 | 3,70   | 3,00   | 0,70  | 0,80  | 25,54 |
| 1981-1982 | Nuggets | 61     | 5      | 20,4  | 48,6 | 28,6   | 81,4 | 2,40   | 1,90   | 0,60  | 0,50  | 14,85 |
| 1982-1983 | Seattle | 75     | 64     | 28,7  | 48,1 | 20,0   | 78,4 | 3,60   | 3,00   | 0,60  | 0,40  | 15,87 |
| 1983-1984 | Seattle | 19     | 0      | 18,4  | 53,9 | 00,0   | 84,9 | 2,30   | 0,70   | 0,50  | 0,70  | 12,63 |
| Total     | -       | 592    | 69     | 32,8  | 50,5 | 25,5   | 78,1 | 4,10   | 3,30   | 1,00  | 0,90  | 22,67 |

## Records sur une rencontre en NBA
Les records personnels de David Thompson en NBA sont les suivants :
| Record de la franchise |

| Type de statistique        | Saison régulière | Saison régulière            | Saison régulière | Playoffs | Playoffs                  | Playoffs      |
| Type de statistique        | Record           | Adversaire                  | Date             | Record   | Adversaire                | Date          |
| -------------------------- | ---------------- | --------------------------- | ---------------- | -------- | ------------------------- | ------------- |
| Points                     | 73               | Pistons de Détroit          | 9 avril 1978     | 42       | Nets de New York          | 13 mai 1976   |
| Paniers marqués            | 28               | Pistons de Détroit          | 9 avril 1978     | 16       | 4 fois                    | 4 fois        |
| Paniers tentés             | 38               | Pistons de Détroit          | 9 avril 1978     | 30       | Bucks de Milwaukee        | 3 mai 1978    |
| Paniers à 3 points réussis | 2                | Rockets de Houston          | 6 décembre 1980  | 1        | 2 fois                    | 2 fois        |
| Paniers à 3 points tentés  | 3                | 2 fois                      | 2 fois           | 2        | Suns de Phoenix           | 23 avril 1982 |
| Lancers francs réussis     | 20               | 2 fois                      | 2 fois           | 14       | Colonels du Kentucky      | 28 avril 1976 |
| Lancers francs tentés      | 22               | Jazz de la Nouvelle-Orléans | 10 avril 1977    | 16       | Colonels du Kentucky      | 28 avril 1976 |
| Rebonds offensifs          | 6                | 2 fois                      | 2 fois           | 4        | 2 fois                    | 2 fois        |
| Rebonds défensifs          | 8                | 2 fois                      | 2 fois           | 7        | Lakers de Los Angeles     | 10 avril 1979 |
| Rebonds totaux             | 14               | 2 fois                      | 2 fois           | 10       | Colonels du Kentucky      | 28 avril 1976 |
| Passes décisives           | 12               | Cavaliers de Cleveland      | 7 avril 1977     | 7        | Lakers de Los Angeles     | 15 avril 1979 |
| Interceptions              | 5                | 2 fois                      | 2 fois           | 6        | Trail Blazers de Portland | 1er mai 1977  |
| Contres                    | 4                | 10 fois                     | 10 fois          | 5        | Bucks de Milwaukee        | 3 mai 1978    |
| Balles perdues             | 9                | Braves de Buffalo           | 25 janvier 1978  | 7        | Bucks de Milwaukee        | 21 avril 1978 |
| Minutes jouées             | 50               | 76ers de Philadelphie       | 9 mars 1977      | 45       | Trail Blazers de Portland | 1er mai 1977  |

## Récompenses universitaires
- Three-year letter winner (1973-1975).
- The Sporting News national Player of the Year (1975).
- USBWA College Player of the Year (1975).
- Consensus First-Team All-America (1973, 1974, 1975) by Associated Press (AP), United Press International (UPI), Eastman Kodak, The Sporting News.
- AP National Player of the Year (1974, 1975).
- UPI Player of the Year (1975).
- Eastman Kodak Award (1975).
- Naismith College Player of the Year en 1975.
- Trophée Adolph Rupp en 1975.
- Coach & Athlete Magazine Player of the Year (1975).
- Helms Foundation Player of the Year (1974, 1975).
- National Association of Basketball Coaches Player of the Year (1975).
- United States Basketball Writers Association Player of the Year (1975).
- Dunlop Player of the Year (1975).
- Sullivan Award finalist (1974, 1975).
- Atlantic Coast Conference (ACC) Player of the Year (1973, 1974, 1975).
- ACC Athlete of the Year (1973, 1975).
- All-ACC First Team (1973, 1974, 1975).

NCAA 1974 (30-1), 76-64 contre Marquette University.
- Vainqueur de la demi-finale contre UCLA, marqua 28 points.
- Marqua 21 points en championnat contre Marquette.
- Most Valuable Player (MVP), NCAA Tournament (1974).
- Mena les Wolfpack à un record de 79-7 pendant sa dernière saison universitaire incluant 57-1 pendant ses saisons de sophomore et de junior (27-0, 30-1), un record dans l'histoire de l'ACC. Son année de senior fut aussi un record, 22-6.
- Marqua 2,309 points (26.8 ppg) dans 86 matchs universitaires; incluant 57 points dans un seul match en tant que senior, 41 en tant que junior et 40 en tant que sophomore.
- Moyenne de 35.6 ppg, incluant 54 points contre les North Carolina State.
- Attrapa 694 rebonds (8.1 rpg) sur 86 matchs.
- MVP en World University Games en 1973.
- Cité sur le North Carolina Sports Hall of Fame en 1982.
- NCAA All-Decade Team of the 1970s.

## Palmarès ABA/NBA

### ABA
- The Sporting News ABA Rookie of the Year en 1976.
- ABA Rookie of the Year en 1976.
- All-ABA First Team en 1976.
- ABA All-Star Game Most Valuable Player en 1976.
- Finaliste du 1er slam dunk contest de tous les temps pendant la mi-temps du ABA All-Star Game 1976, contre Julius Erving.
- Choisi en 1re position par les Virginia Squires lors de la draft ABA 1975.

### NBA
- All-NBA First Team en 1977 et 1978.
- 4 Sélections au NBA All-Star Game.
- NBA All-Star Game Most Valuable Player Award en 1979.
- Colorado Professional Athlete of the Year en 1977.
- Choisi en 1re position par les Hawks d'Atlanta lors de la Draft 1975 de la NBA.

## Records Personnels
- Seul joueur de l'histoire nommé MVP à la fois au ABA All-Star Game et au NBA All-Star Game.
- 73 points inscrits contre les Pistons de Détroit le 9 avril 1978 (4e meilleure performance de l'histoire).
- 32 points dans le 2e quart-temps contre les Pistons de Detroit le 9 avril 1978, un record battu par George Gervin (33 contre les New Orleans Jazz le même jour) lorsque Gervin remporta le titre de meilleur marqueur de la saison 1978 avec 63 points.

## Stats en carrière
- 2 158 points, soit une moyenne de 26.0 points par match en ABA.
- 11 264 points, soit une moyenne de 22,1 points par match en NBA.

## Records NBA
- 13 paniers marqués en un seul quart-temps (le premier) le 9 avril 1978 contre les Pistons de Détroit.

## Pour approfondir
- Liste des joueurs de NBA avec 60 points et plus sur un match.